# ウン・ルガル・アウ・ソル
『ウン・ルガル・アウ・ソル』（ポルトガル語: Um Lugar ao Sol）は、ブラジルのテレノベラ。ヘジ・グローボで2021年11月8日から2022年3月25日まで放送された。 主演はカウアン・レイモンド、アリーネ・モラエスとアンドレイア・オルタ。

## 登場人物

### 主要キャラクター
クリスチャン・アウベス・ドス・サントス (クリス)  /  レナト (偽)  /  クリストファー・アウベス・ドス・サントス  /  レナト・ムニス・メイレレス
演 - カウアン・レイモンド
バルバラ・アスンサン・メイレレス
演 - アリーネ・モラエス
ララ・モレイラ・トリンダーデ
演 - アンドレイア・オルタ
ブレノ・マルティンス
演 - フアン・パイバ
ラビ・ペレイラ・ダ・シルバ
演 - アンドレア・ベルトラン